# 紀連海
紀 連海（き れんかい、1965年1月15日- ）は、中華人民共和国の歴史学者。現職は中国民生研究院の特約研究員、北京師範大学第二付属中学の教師。専攻は清代史。

## 略歴
- 1965年1月15日、北京市昌平区に生まれた。
- 1986年7月、北京師範学院（現首都師範大学）歴史学科を卒業、歴史学学士課程修了[1]。卒業後は昌平第四中学、昌平第二中学の教員となった。
- 2001年、北京師範大学第二付属中学の歴史教師となった。
- 1998年、首都師範大学歴史学部歴史教育学科の修士課程修了。
- 1999年、「中学高級教師」の称号を与えられた。
- 2001年、首都師範大学コンピュータ学科コンピュータ専攻卒業。
- 2005年7月、中国中央テレビの番組「百家講壇」で『正説清代名臣』というレクチャーで講師を務めた[2][3]。

## 著書
- 『阿片戦争』
- 『正説呉三桂』
- 『孝荘真相大掲密』
- 『歴史上的非凡女人』
- 『話説漢武大帝』
- 『紀連海話清史』
- 『解謎水滸人物』
- 『趣話中国伝統節日』
- 『中華老字号』
- 『霸主風雲』
- 『春秋第一相·管仲』
- 『稷下学宮』
- 『琉球伝奇』
- 『歴史上的多爾袞』
- 『歴史上的和珅』
- 『歴史上的紀暁嵐』
- 『歴史上的李蓮英』
- 『歴史上的劉墉』
- 『紀連海嘆説四大美人』
- 『説康熙』
- 『正説鰲拜』
- 『正説鰲拜』
- 『説雍正』
- 『説孝荘』
- 『紀連海新解乾隆朝三大名臣』
- 『歴史上的父子宰相——張英・張廷玉』
- 『紀連海点評乾隆名臣』
- 『和珅：二號人物』
- 『劉墉：陽謀高手』
- 『紀連海点評史記』
- 『紀連海点評漢書』
- 『紀連海点評後漢書』
- 『紀連海点評三国志』
- 『紀連海正説康乾十三傑』